# Cổng Pyrzycka
Cổng Pyrzycka là một trong bốn cổng vào thành phố thời trung cổ còn tồn tại cho đến ngày nay, nằm ở đường Mieszka, thành phố Stargard, tỉnh Zachodniopomorskie, là một tỉnh phía tây bắc Ba Lan. Cổng Pyrzycka đã được công nhận là một di tích lịch sử vào ngày 17 tháng 9 năm 2010 theo Quyết định của Tổng thống Cộng hòa Ba Lan.

## Lịch sử
Sự khởi đầu của việc xây dựng cổng Pyrzycka gắn liền với thời kỳ các bức tường phòng thủ của thành phố được xây dựng vào cuối thế kỷ 13. Chúng đã được xây bằng đá với chiều cao 6 m. Khoảng năm 1439, cổng đã được trùng tu, tầng 3 của cổng được xây dựng. Cổng là lối đi đến trung tâm thành phố, sự ra vào thành phố được sự giám sát của linh canh ở cổng. Cổng bao gồm hai tòa tháp nối với nhau, ở giữa là một đường chui bằng gạch, dạng hình vòm. Vào những năm 1950, cổng được cải tạo, sau đó nó là nơi đặt tạm thời Bảo tàng Thành phố Stargard, và sau đó trở thành trụ sở của Chi nhánh Hiệp hội Du lịch và Tham quan Ba Lan (PTTK). Lần cải tạo lớn cuối cùng được thực hiện vào năm 1991 - 1993. Hiện tại, Cổng Pyrzycka là một trong những cơ sở được quản lý bởi Bảo tàng Khảo cổ và Lịch sử ở Stargard.

## Kiến trúc
Nền của cổng dưới dạng hình vuông (11 x 11 m) được làm bằng đá, ba tầng còn lại được làm bằng gạch. Lối đi trong cổng được hình thành bởi một vòm nhọn. Trên tầng thứ ba có một cổng vòm phòng thủ. Phần trên cùng được trang trí ở hai bên với các rèm nhỏ hình khiên.

## Thư viện ảnh

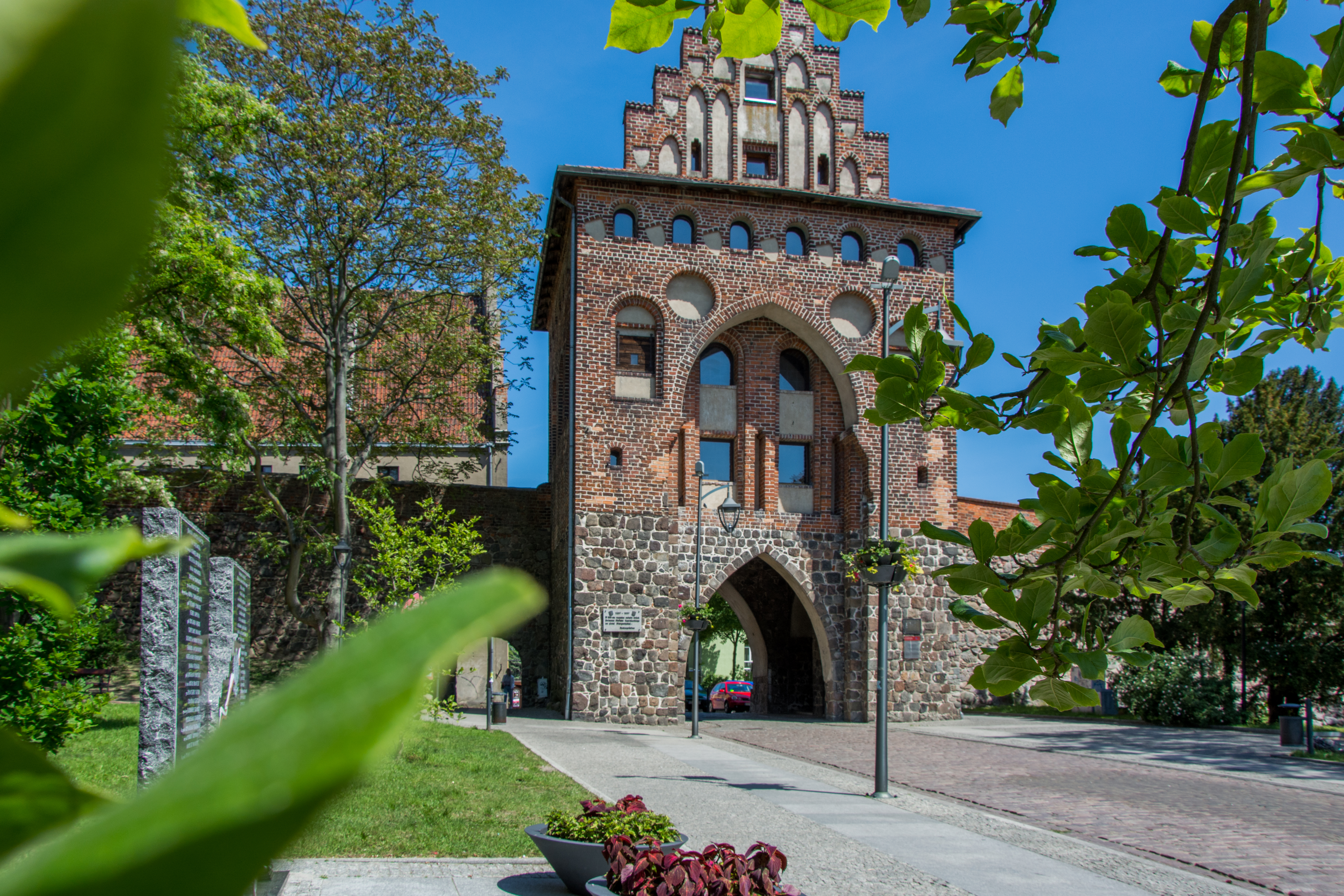
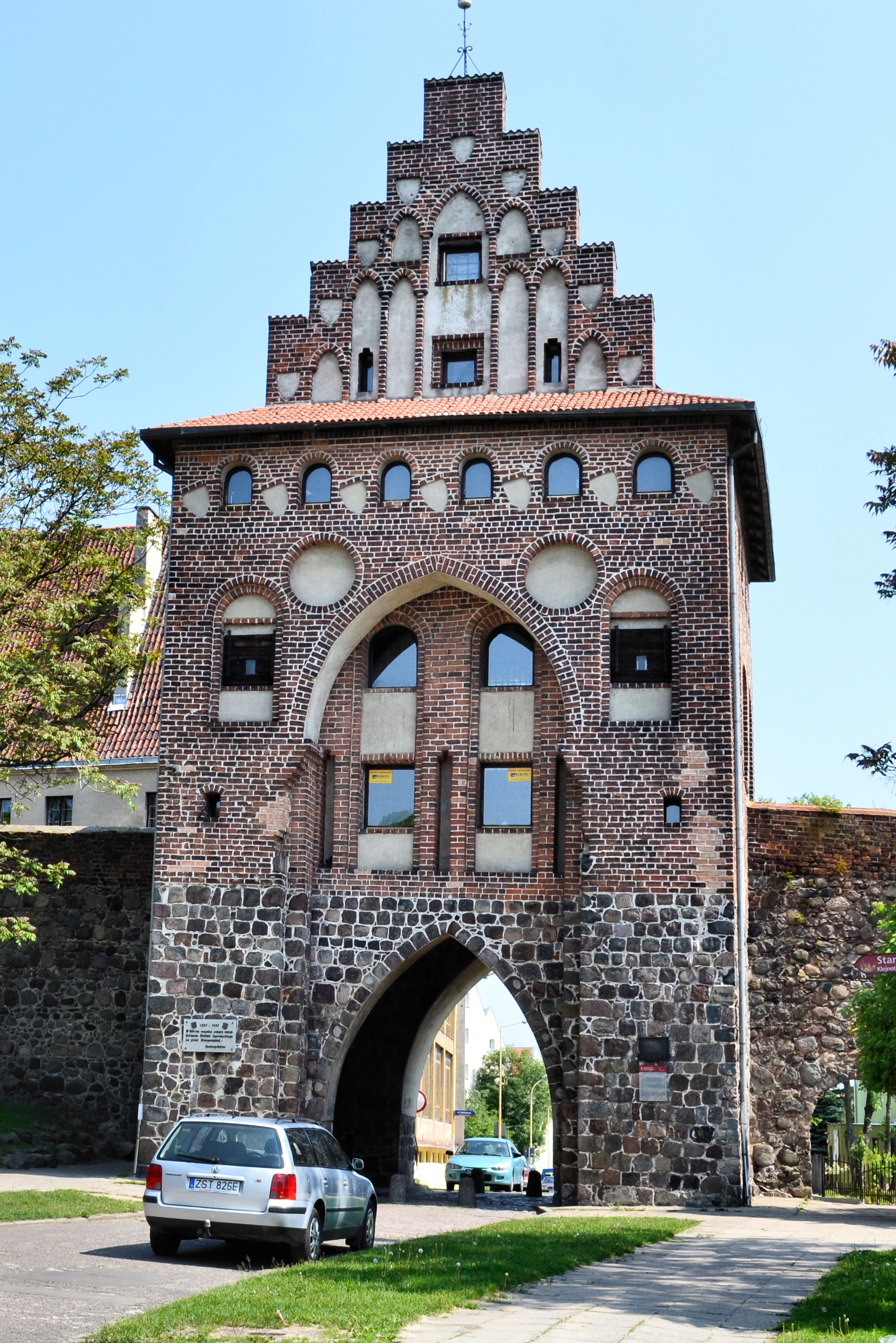
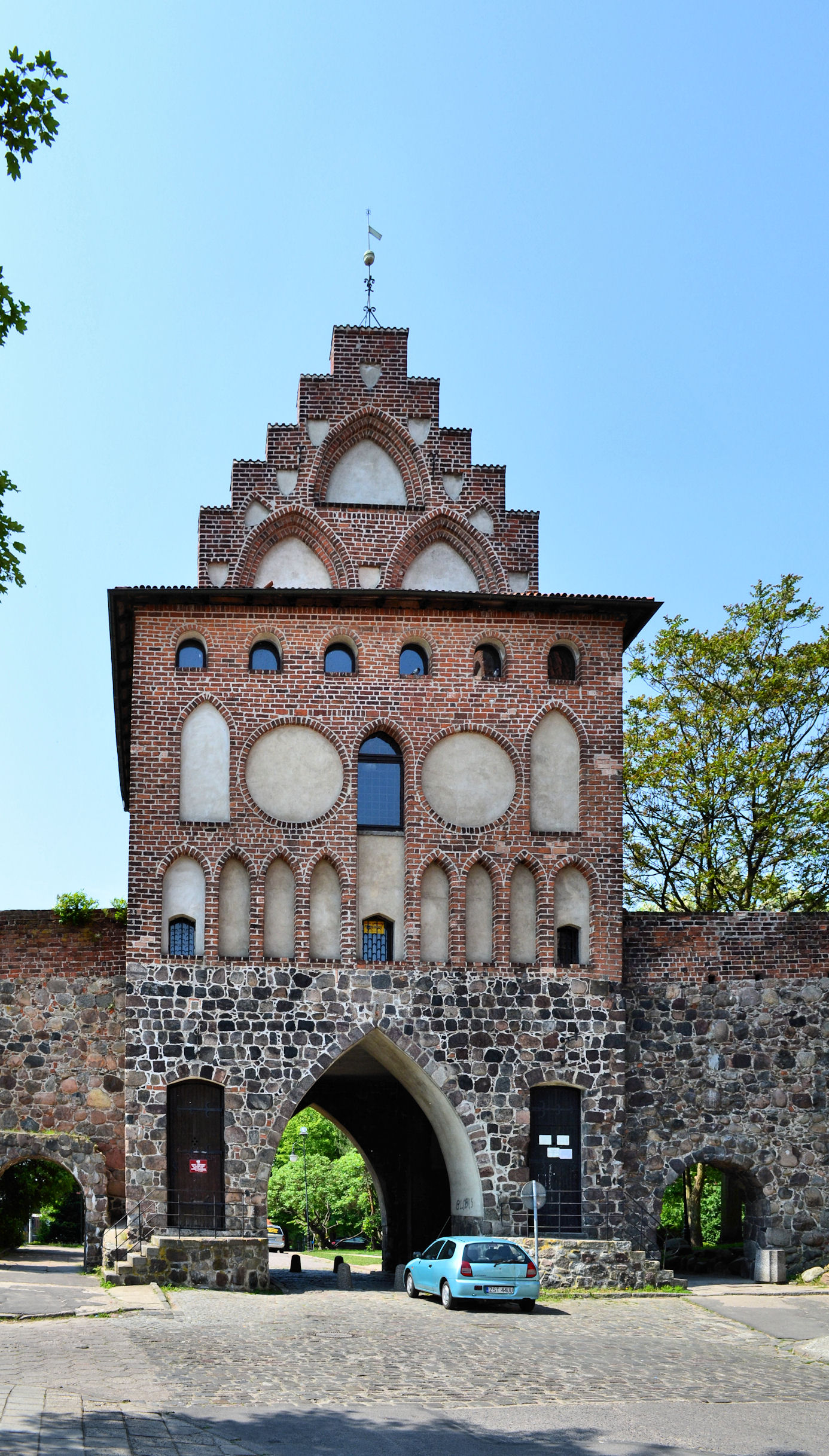
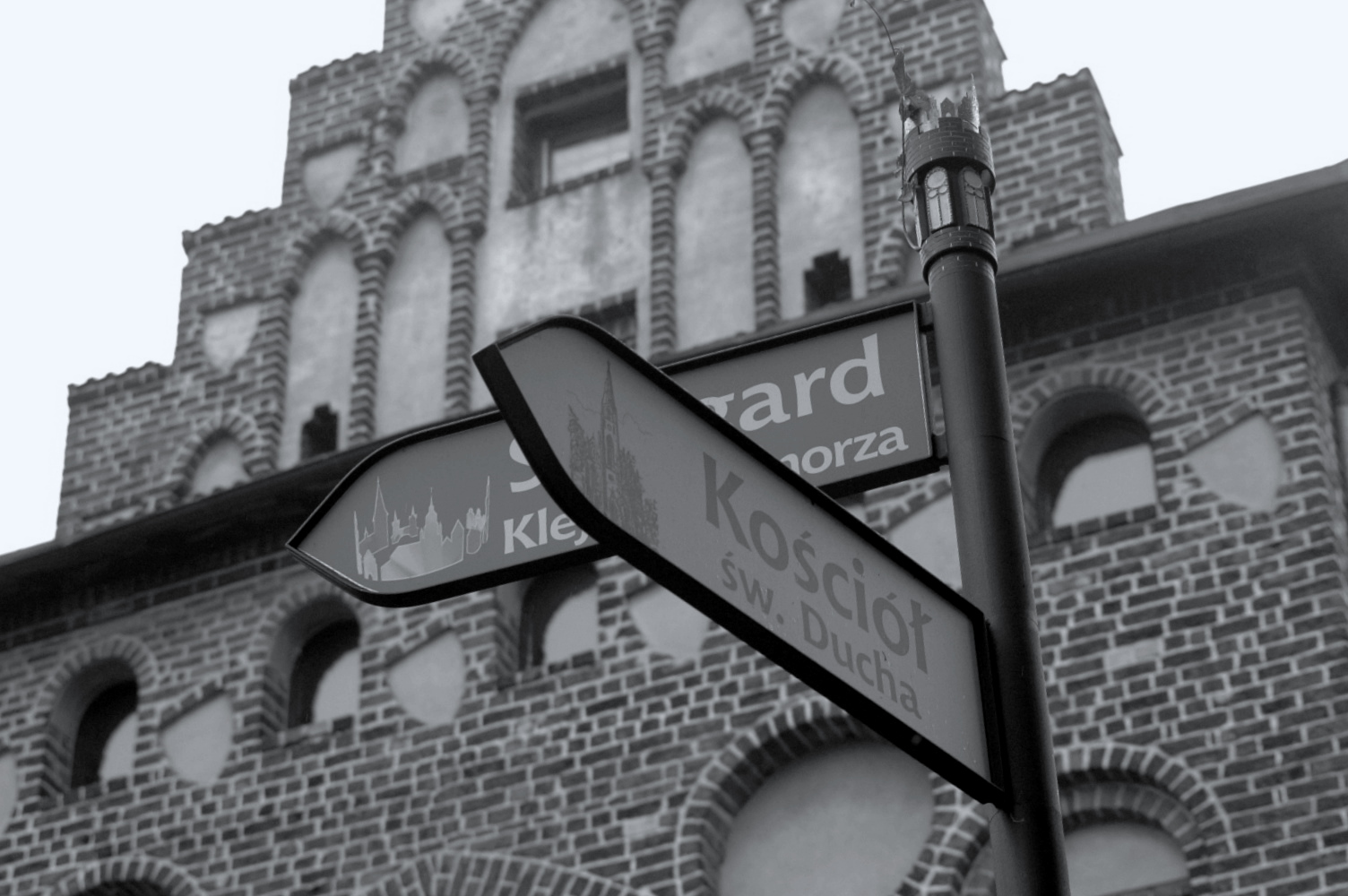